# Robert Foulk
Robert Foulk est un acteur américain né le 5 mai 1908 à Philadelphie, Pennsylvanie (États-Unis), mort le 25 février 1989 à Los Angeles (États-Unis).

## Filmographie
- 1948 : La Dame aux cigarettes (Road House) : Policeman
- 1948 : That Wonderful Urge : Workman
- 1949 : Come to the Stable d Henry Koster : Policeman, New York City
- 1949 : L'enfer est à lui (White Heat) : Oil refinery payroll guard
- 1949 : Johnny Stool Pigeon : Pete
- 1949 : Les Bas-fonds de Frisco (Thieves' Highway) de Jules Dassin : Taller Cop at Roadside Bar
- 1949 : Le Mystérieux docteur Korvo (Whirlpool) : Andy, Policeman
- 1950 : Love That Brute : Delivery Man
- 1950 : Mark Dixon, détective (Where the Sidewalk Ends) : Fenney
- 1950 : Le Mystère de la plage perdue (Mystery Street) : détective O'Hara
- 1950 : La Dame sans passeport (A Lady Without Passport) : Vice Consul
- 1950 : Between Midnight and Dawn de Gordon Douglas : Fred the jailer
- 1950 : La Bonne Combine (Mister 880) : Policeman
- 1950 : Les Âmes nues (Dial 1119) : Barnes' Co-Worker
- 1950 : The Killer That Stalked New York d'Earl McEvoy : Cop
- 1950 : Mrs. O'Malley and Mr. Malone : Tim, Policeman
- 1951 : Amour invincible (Follow the Sun) : Highway Patrolman Jennings
- 1951 : Home Town Story : Electric Company Worker
- 1951 : The Guy Who Came Back : Flight Manager
- 1951 : The Strip : Deputy
- 1951 : Dans la gueule du loup (The Mob) : Thug Beating Mary
- 1951 : Saturday's Hero de David Miller : McCabe's Butler
- 1951 : The Whip Hand (en) de William Cameron Menzies : Guard
- 1951 : Le Droit de tuer (The Unknown Man), de Richard Thorpe : Sam, Deputy District Attorney
- 1951 : Elopement : Bert
- 1952 : Bas les masques (Deadline - U.S.A.) de Richard Brooks : Rienzi Associate
- 1952 : Just This Once : Busy Line Cafe Owner
- 1952 : Chantons sous la pluie (Singin' in the Rain) : Matt - Policeman
- 1952 : Without Warning! : Wilson, Motel Manager
- 1952 : La Madone du désir (The San Francisco Story) : Thampson
- 1952 : L'Homme à l'affût (The Sniper) d'Edward Dmytryk : Police Officer Rivers
- 1952 : The Sellout : Prisoner
- 1952 : The Girl in White : 2d Mover
- 1952 : L'Homme à la carabine (Carbine Williams) : Chain-gang guard
- 1952 : Carrie : Sven
- 1952 : Troublez-moi ce soir (Don't Bother to Knock) de Roy Baker : Doorman
- 1952 : La Sarabande des pantins (O. Henry's Full House) : Cop (The Cop and the Anthem)
- 1952 : My Pal Gus : Mr. Evans
- 1952 : Stars and Stripes Forever : Plainclothesman
- 1952 : Androclès et le Lion (Androcles and the Lion) de Chester Erskine : Soldier
- 1953 : Cupidon photographe (I Love Melvin) de Don Weis : Policeman
- 1953 : Code Two (en) : Police Sergeant at Roll Call
- 1953 : The 49th Man (en) de Fred F. Sears : Commander Jackson
- 1953 : Drôle de meurtre (Remains to Be Seen) de Don Weis : Officer Miller
- 1953 : A Slight Case of Larceny : Mr. Logan, Garage Owner
- 1953 : Les hommes préfèrent les blondes (Gentlemen Prefer Blondes) : Passport Official
- 1953 : Valley of Head Hunters : Arco
- 1954 : Overland Pacific : Railroad Workman
- 1954 : Je suis un aventurier (The Far Country) : Const. Kingman
- 1954 : Papa a raison (Father Knows Best) (série TV) : Ed Davis (unknown episodes, 1955-1959)
- 1955 : Graine de violence (Blackboard Jungle) : George Katz
- 1955 : Strange Lady in Town de Mervyn LeRoy : Joe
- 1955 : Apache Ambush : Red Jennings
- 1955 : Headline Hunters : Editor of Daily Star
- 1955 : La Fureur de vivre (Rebel Without a Cause) de Nicholas Ray : Gene
- 1955 : Les Années sauvages (The Rawhide Years) : Mate
- 1955 : Les Forbans (The Spoilers) de Jesse Hibbs : Charlie, Bartender
- 1956 : Carousel : Policier
- 1956 : Indestructible Man : Harry (bar owner)
- 1956 : L'Ardente Gitane (Hot Blood) : Sgt. McGrossin
- 1956 : Coup de fouet en retour (Backlash) : Sheriff John F. Olson
- 1956 : L'Infernale Poursuite (The Great Locomotive Chase) : Confederate General Ledbetter
- 1956 : A Cry in the Night : Jack, a Jailer
- 1956 : The Great Man de Aaron Rosenberg : Mike Jackson, radio engineer
- 1956 : The Hardy Boys : Jackley
- 1957 : Last of the Badmen : Taylor
- 1957 : Hold That Hypnotist : Dr Simon Noble
- 1957 : Sierra Stranger : Tom Simmons
- 1957 : Untamed Youth : Sheriff Mitch Bowers
- 1957 : Johnny Tremain : Mr. Larkin
- 1957 : L'Arbre de vie (Raintree County) : Pantomimist
- 1957 : Mon homme Godfrey (My Man Godfrey) : Motor Cop
- 1957 : Violence dans la vallée (The Tall Stranger) de Thomas Carr : Pagones
- 1958 : Day of the Bad Man : Silas Mordigan, Store Keeper
- 1958 : Hell's Five Hours : Jack Fife
- 1958 : Les Pillards du Kansas (Quantrill's Raiders) : Hager
- 1958 : Le Gaucher (The Left Handed Gun) : Sheriff Brady
- 1958-1959 : Au nom de la loi (Wanted Dead or Alive) (série TV) Saison 1 épisode 16 : Karkrader
- 1959 : Une fille très avertie (Ask Any Girl) de Charles Walters : Lieutenant O'Shea
- 1959 : Born to Be Loved : Drunk
- 1959 : Go, Johnny, Go! : Policeman
- 1959 : Le Révolté (Cast a Long Shadow) de Thomas Carr : Hugh Rigdon
- 1960 : L'Inconnu de Las Vegas (Ocean's Eleven) : Sheriff Wimmer
- 1961 : Swingin' Along (en) de Charles Barton : Piano Mover
- 1962 : La Foire aux illusions (State Fair) : Mincemeat Judge
- 1962 : Les Amours enchantées (The Wonderful World of the Brothers Grimm) de George Pal : The Hunter ('The Cobbler and the Elves')
- 1963 : Les Lycéennes (Tammy and the Doctor) : Surgeon
- 1963 : A Ticklish Affair : Policeman
- 1964 : Les Sept Voleurs de Chicago (Robin and the 7 Hoods) : Sheriff Octavius Glick
- 1964 : Une vierge sur canapé (Sex and the Single Girl) : Police Detective
- 1965 : Les Tueurs de San Francisco (Once a Thief) : Officer
- 1966 : Lord Love a Duck : Uniformed Police Sgt.
- 1967 : L'Honorable Griffin (The Adventures of Bullwhip Griffin) : Tall cowboy
- 1967 : Eight on the Lam : Detective
- 1967 : Hell on Wheels : L'Enfer de l'Ouest (Hell on Wheels) : Sutton
- 1968 : Les Années fantastiques (The Impossible Years) : Police Desk Sergeant
- 1968 : Le crime, c'est notre business (The Split) : Police Desk Sergeant
- 1968 : Un amour de Coccinelle (The Love Bug) : Bice
- 1968 : More Dead Than Alive (en) : Brill
- 1969 : L'Ordinateur en folie (The Computer Wore Tennis Shoes) : Police Desk Sergeant
- 1970 : L'Indien (Flap) : Railroad yard foreman
- 1970 : Le Virginien (TV) saison 8 épisode 15 (You can lead a horse to water) : Fred Bartender
- 1971 : Skin Game de Paul Bogart et Gordon Douglas : Fair Shake sheriff
- 1971 : Bunny O'Hare : Commissioner Dingle
- 1973 : L'Empereur du Nord (Emperor of the North Pole) : Conductor
- 1974 : Adam-12:  Suspect Number One
- 1975 : Win, Place or Steal : Boardmember
- 1975 : La Petite Maison dans la prairie (The House on the Prairie) (Série TV) saison 1, épisode 18 (L'épidémie (Plague) ) : Peterson
- 1977 : Testimony of Two Men (feuilleton TV) : Amos
- 1977 : Peter et Elliott le dragon (Pete's Dragon) de Don Chaffey : Old Sea Captain